# Hugo Wieslander

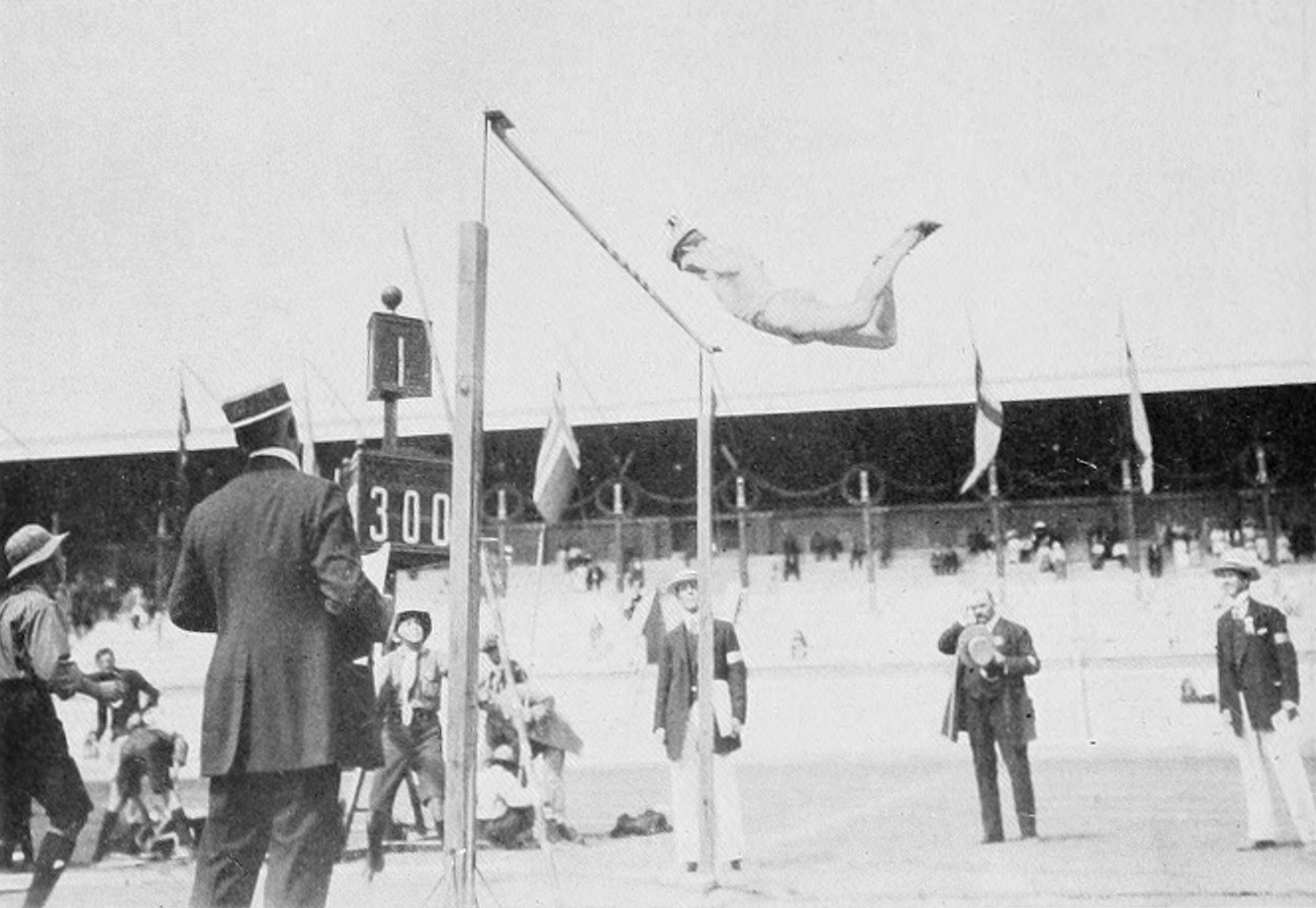
Hugo Wieslander 1912 beim Stabhochsprung

Karl Hugo Wieslander (* 11. Juni 1889 in Ljuder, Gemeinde Lessebo; † 24. Mai 1976 in Bromma) war ein schwedischer Leichtathlet.
Bei den Olympischen Spielen 1912 in Stockholm belegte er mit 688 Punkten Rückstand hinter Jim Thorpe den zweiten Platz im Zehnkampf. Ein Jahr später wurde Thorpe disqualifiziert, da er gegen Geld Baseball gespielt hatte, was einen Verstoß gegen den Amateurstatus war. Somit wurde Wieslander 1913 nachträglich zum Olympiasieger erklärt. Erst 1982 wurde Jim Thorpe vom IOC rehabilitiert und sowohl Wieslander als auch Thorpe zu Olympiasiegern im Zehnkampf bei den Spielen 1912 bestimmt.
Am 15. Oktober 1911 in Göteborg stellte Hugo Wieslander mit 5516 Punkten den ersten Weltrekord im Fünfkampf auf.